# Ovis gmelinii
Espèce
Synonymes
- Ovis gmelini Blyth, 1841 (var. orth.)
- Ovis orientalis Gmelin, 1774 (nomen nudum)
- Ovis aries orientalis Gmelin, 1774

Statut de conservation UICN

 NT A2cde : Quasi menacé
Statut CITES
Ovis gmelinii (variante orthographique : Ovis gmelini, syn. Ovis orientalis), le Mouflon d'Arménie ou simplement Mouflon, est une espèce de mammifères ruminants de la famille des Bovidae, originaire du sud-ouest eurasiatique (Méditerranée et Moyen-Orient).  
C'est la forme sauvage de l'espèce domestique Ovis aries (le Mouton). Sa domestication, il y a 10 à 11 000 ans, sur les flancs de l'arc montagneux allant du sud de la Turquie orientale au Sud de l'Iran (monts Taurus et Zagros), a marqué le début de la révolution néolithique, faisant passer l'humain du statut de chasseur-cueilleur à celui de cultivateur-éleveur. 

## Génétique
La génétique montre que le Mouton domestique dérive de deux sous-espèces de ce mouflon. Ces deux lignées ont divergé il y a 1,5 million d'années. Il y aurait ainsi eu deux foyers de domestication distincts. Par un curieux retournement de situation, les mouflons méditerranéens insulaires comme le Mouflon corse ou le Mouflon de Chypre seraient en fait des moutons primitifs apportés il y a 8000 ans par des éleveurs puis retournés à l'état sauvage (phénomène de marronnage).
Le Mouton domestique O. aries et le Mouflon d'Arménie O. gmelinii ont le même nombre de chromosomes (2n = 54) contre (2n = 58) pour les autres mouflons eurasiatiques.

## Domestication
Les premiers indices archéologiques de domestication de ce mouflon ont été trouvés au Kurdistan (notamment sur le site de Shanidar). Des os de mouton, datés entre -9000 et -8000, ont été retrouvés en abondance, ce qui contraste avec les sites néolithiques de la même période plus proches de la Méditerranée. Toutefois l'identification précise reste discutée, car il est souvent difficile de distinguer les os de mouton et de chèvre.
Les premiers moutons morphologiquement domestiques apparaissent vers -8500 sur le site de Tell Aswad (Syrie). La démonstration de leur état domestique se base sur trois critères :
- une taille au garrot nettement plus petite ;
- analogie de fréquence avec les chèvres domestiques (plus reconnaissables par la morphologie de leurs cornes) ;
- fréquence des classes d'âges avec abattage préférentiel des jeunes adultes entre 1 et 4 ans.

Le processus de domestication transformant O. gmelinii en mouton domestique O. aries implique donc une réduction de taille et aussi, dans un second temps, la transformation du pelage en laine.
La réduction de taille se serait faite au cours des générations en éliminant les mâles les plus grands et les plus agressifs. La taille des cornes a été aussi réduite, alors que la queue est devenue plus longue. La différence entre mouton velu et mouton laineux est faite vers 6000 av. J.-C., et dans l'ancienne Mésopotamie, l'élevage du mouton laineux est une activité économique majeure sur les basses terres. La sélection des individus à laine blanche explique la prédominance graduelle de cette couleur.
La domestication a pu avoir des motivations non seulement économiques mais aussi religieuses. Le mouton et l'agneau sont des animaux sacrificiels, car disponibles en nombre et dotés, par sélection, de caractères tels que naïveté, timidité et totale dépendance (au troupeau et à l'homme). Les premiers indices de sacrifices religieux de moutons ont été trouvés en Anatolie, datés entre -7000 et -6000, sur le site de Catal Hüyük. Le sacrifice du mouton est connu dans l'Antiquité en Égypte, Grèce, Rome et Chine, et souvent mentionné dans la Bible.

## Taxinomie
L'espèce a été formellement décrite en 1841 par le zoologiste anglais Edward Blyth sous son nom valide Ovis gmelinii,. Certaines sources préfèrent l'orthographe Ovis gmelini,, bien que gmelinii soit l'orthographe originale proposée par Blyth. Bien qu'antérieur, le nom Ovis orientalis (Gmelin, 1774) n'est pas préféré car a été basé sur un hybride entre Ovis gmelini et Ovis vignei.
Mammal Species of the World (version 3, 2005)  (19 juillet 2023) nomme ce taxon Ovis aries orientalis (Gmelin, 1774) car il s'agit de la forme sauvage du Mouton domestique Ovis aries, mais le Code international de nomenclature zoologique (CINZ) a décidé de considérer les formes domestiques et sauvages comme des espèces séparées, afin d'éviter les confusions entre les populations sauvages et domestiques.
La Mammal Diversity Database (19 juillet 2023) rapporte pour Ovis gmelinii (Blyth, 1841) les synonymes suivants :
- Ovis orientalis Gmelin, 1774 ;
- Ovis gmelini Blyth, 1841 ;
- Ovis ophion Blyth, 1841 ;
- Ovis cypria Blasius, 1842 ;
- Ovis anatolica Valenciennes, 1856 ;
- Ovis typica Lydekker, 1898 ;
- Ovis urmiana Günther, 1899 ;
- Ovis erskinei Lydekker, 1904 ;
- Ovis laristanica Nasonov, 1909 ;
- Ovis isphahanica Nasonov, 1910 ;
- Ovis armeniana Nasonov, 1919.

## Sous-espèces
Les sous-espèces suivantes sont proposées :
- O. g. gmelinii, le Mouflon d'Arménie (Arménie ; Azerbaïdjan ; Iran ; Irak ; extrême Sud-Est de la Turquie)[13].
- O. g. anatolica, le Mouflon d'Anatolie, dans la province de Konya (centre de la Turquie). Pour le Taxonomy Working Group et l'UICN (19 juillet 2023)[8], cette sous-espèce fait peut-être en fait partie de O. g. gmelini[14]. Cependant, d'autres auteurs la classent bien à part[15].
- O. g. isphahanica, le Mouflon d'Ispahan (Iran[16]).
- O. g. laristanica, le Mouflon du Laristan (Iran[17]).
- O. g. musimon, le Mouflon corse (en fait Sardaigne et Corse avec des introductions récentes dans les Alpes, aux îles Kerguelen…). Le groupe note que musimon descend sans doute de moutons domestiques primitifs. Il peut être considéré plutôt comme une sous-espèce du Mouton domestique (Ovis aries) sous le nom O. aries musimon.
- O. g. ophion, le Mouflon de Chypre (île de Chypre), qui descend également probablement de moutons domestiques primitifs et devrait dans ce cas être inclus dans l'espèce domestique O. aries et non comme une sous-espèce de O. gmelinii. Cependant, le Mouflon de Chypre, contrairement aux mouflons corses et sardes, peut provenir d'une population sauvage introduite et ne serait donc pas un mouton féral. La Turquie et l'Ouest de l'Iran représentent les régions les plus crédibles comme source de son introduction ancienne à Chypre. Une étude[18] montre une distance génétique élevée entre le Mouflon de Chypre et d'autres groupes de moutons domestiques, y compris les mouflons européens, corses et sardes, mais ont constaté que le Mouflon de Chypre se regroupait exclusivement avec le Mouflon d'Anatolie O. g. gmelini [anatolica]. Il reste difficile de différencier génétiquement les descendants sauvages des premiers moutons domestiqués des descendants des vrais mouflons sauvages[8].

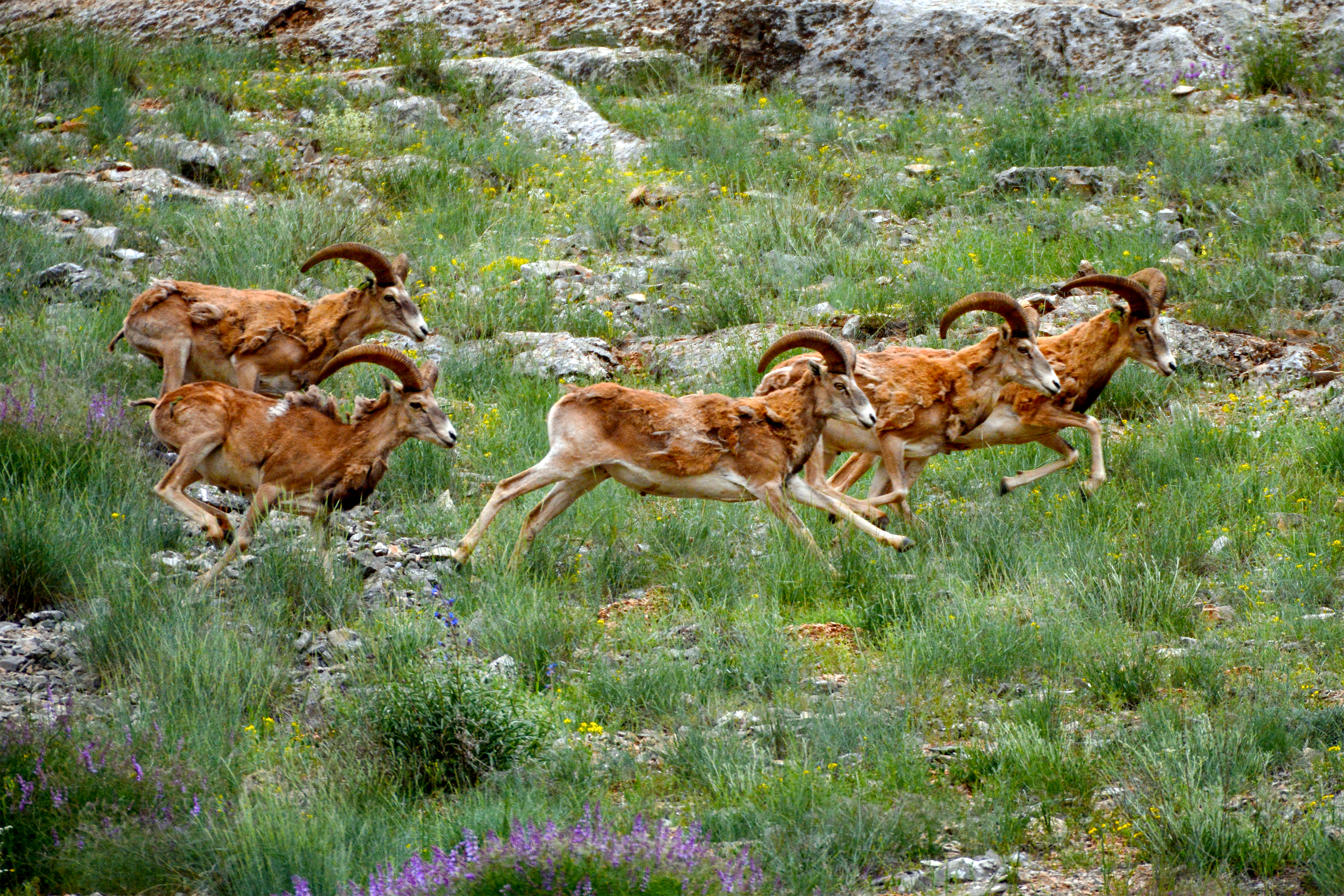
Harde de O. g. gmelinii.
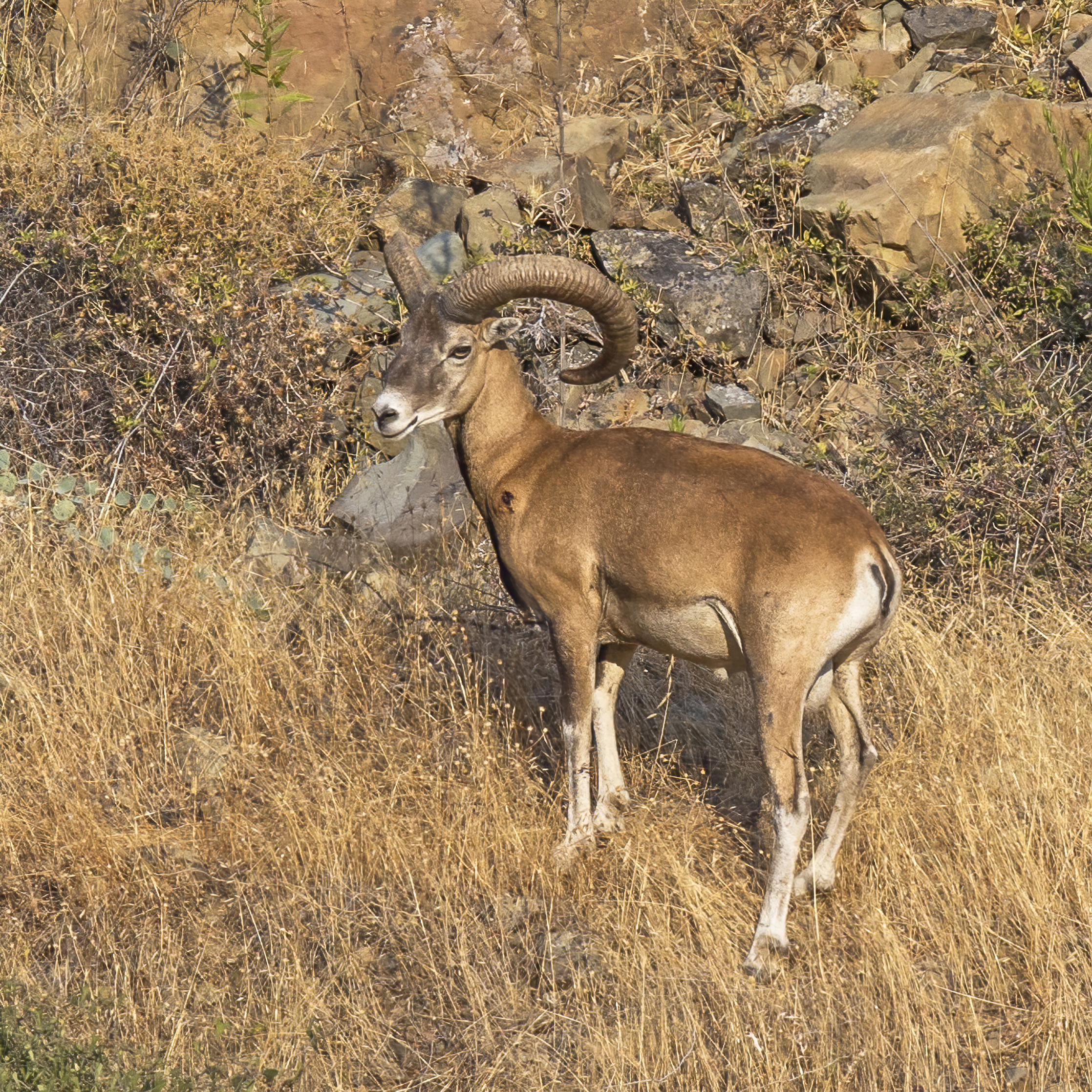
Mouflon de Chypre (O. g. ophion).
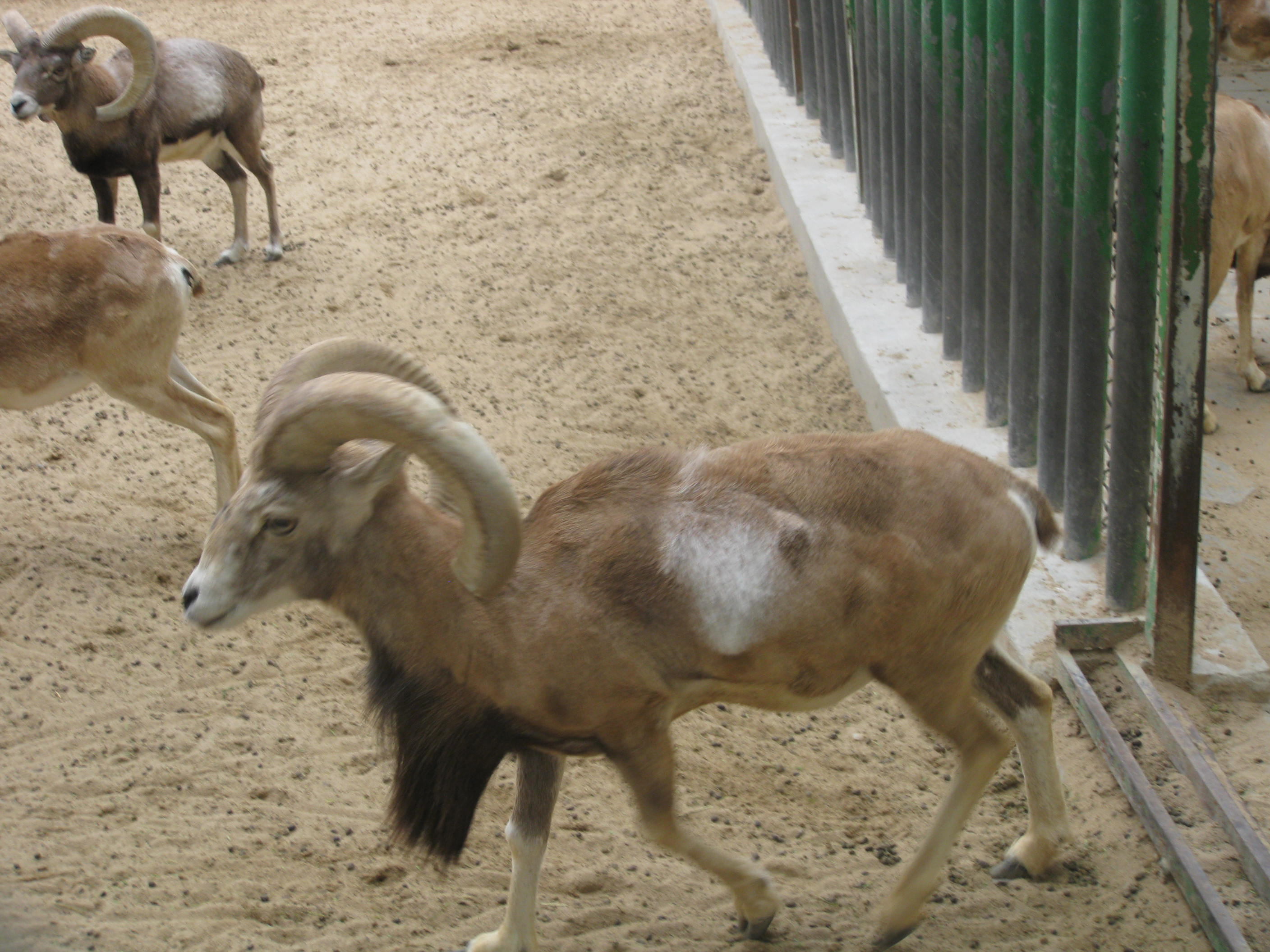
O. g. laristanica au zoo du Koweït (en).
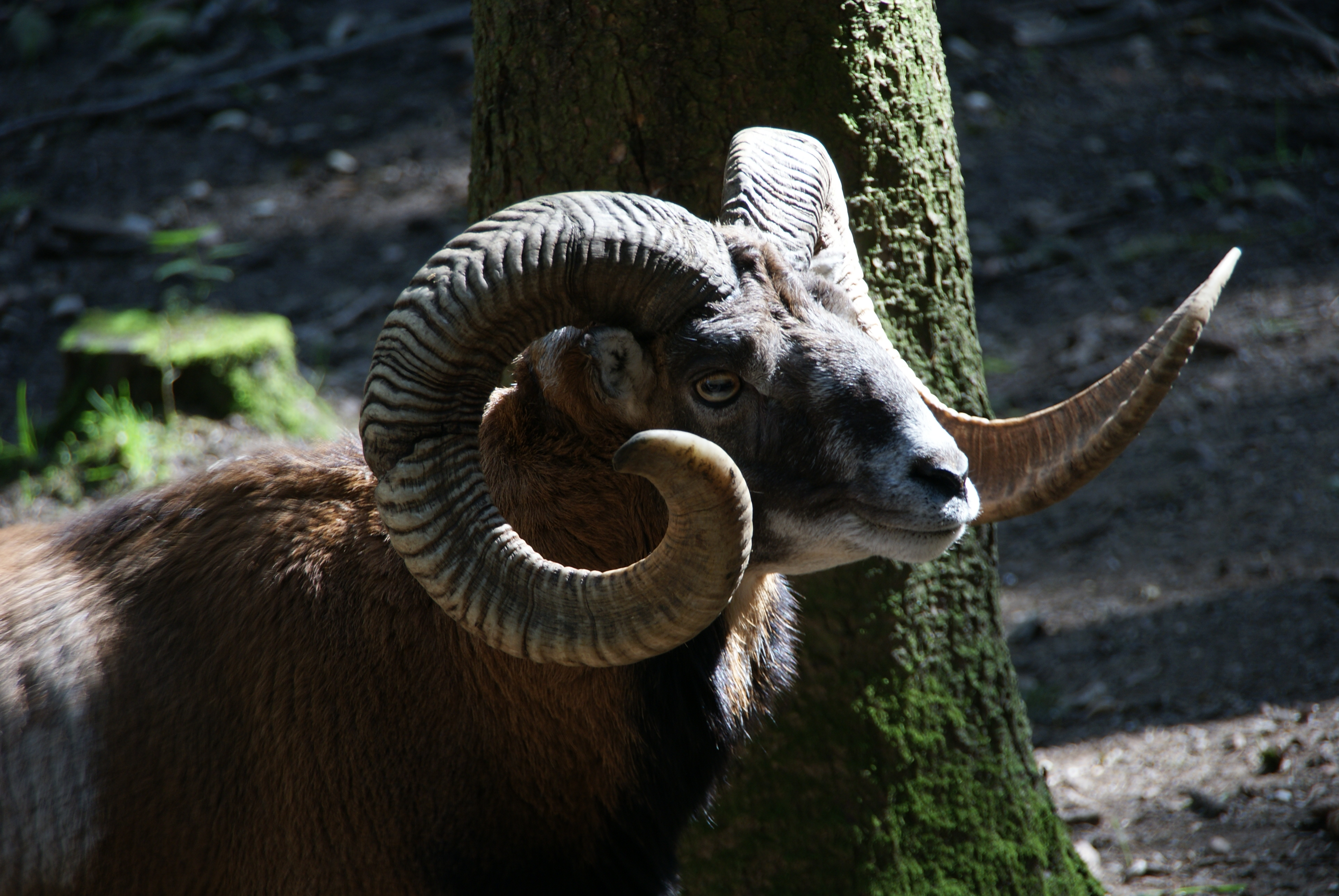
Mouflon corse (O. gmelinii musimon ou O. aries musimon) mâle aux cornes remarquables. Le Mouflon corse descendrait plutôt de moutons revenus à l'état sauvage, d'où son statut préféré de sous-espèce d'Ovis aries (le Mouton domestique).

## Morphologie

O. g. gmelinii : mâle.

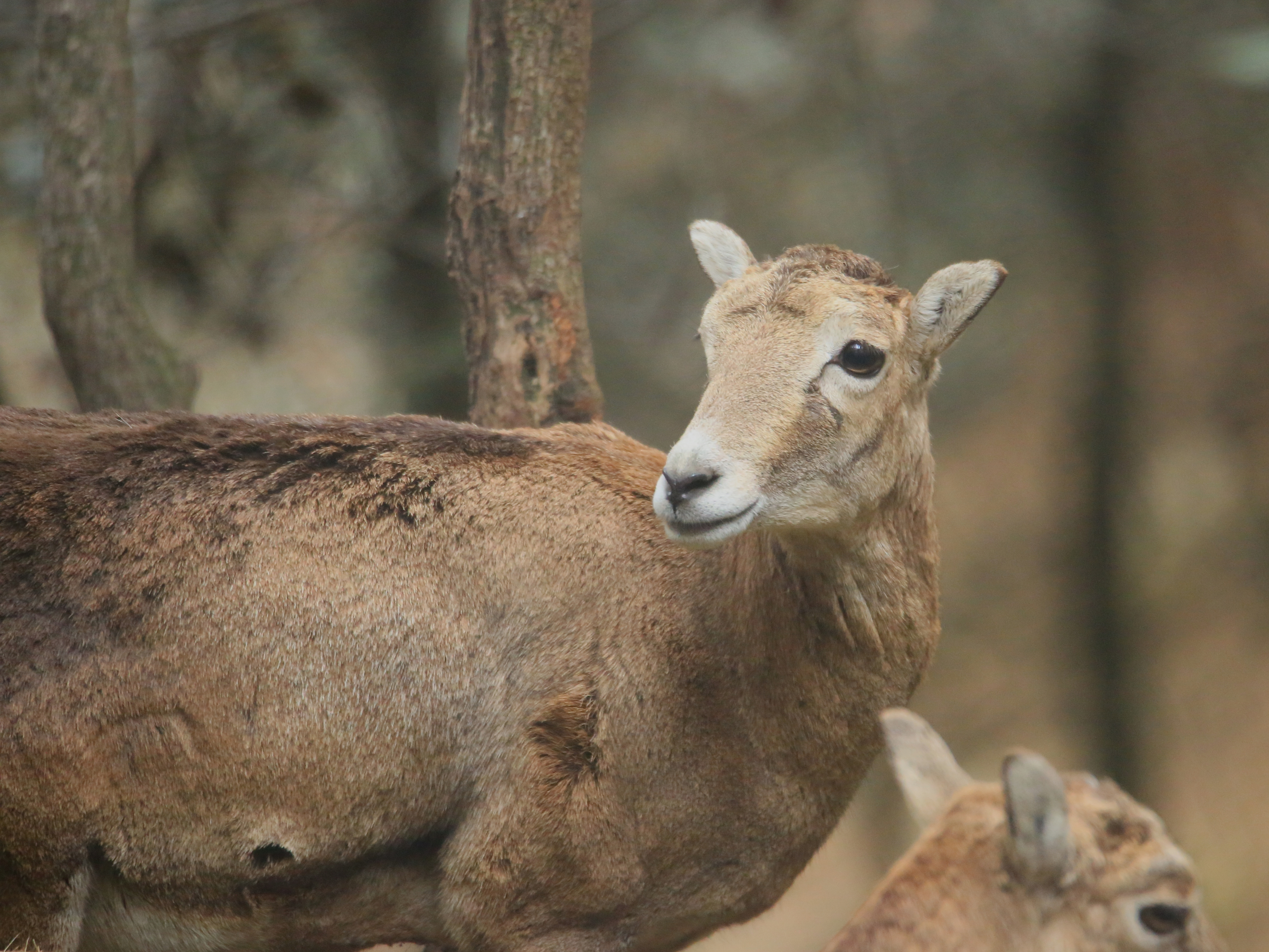
O. g. ophion : femelle.

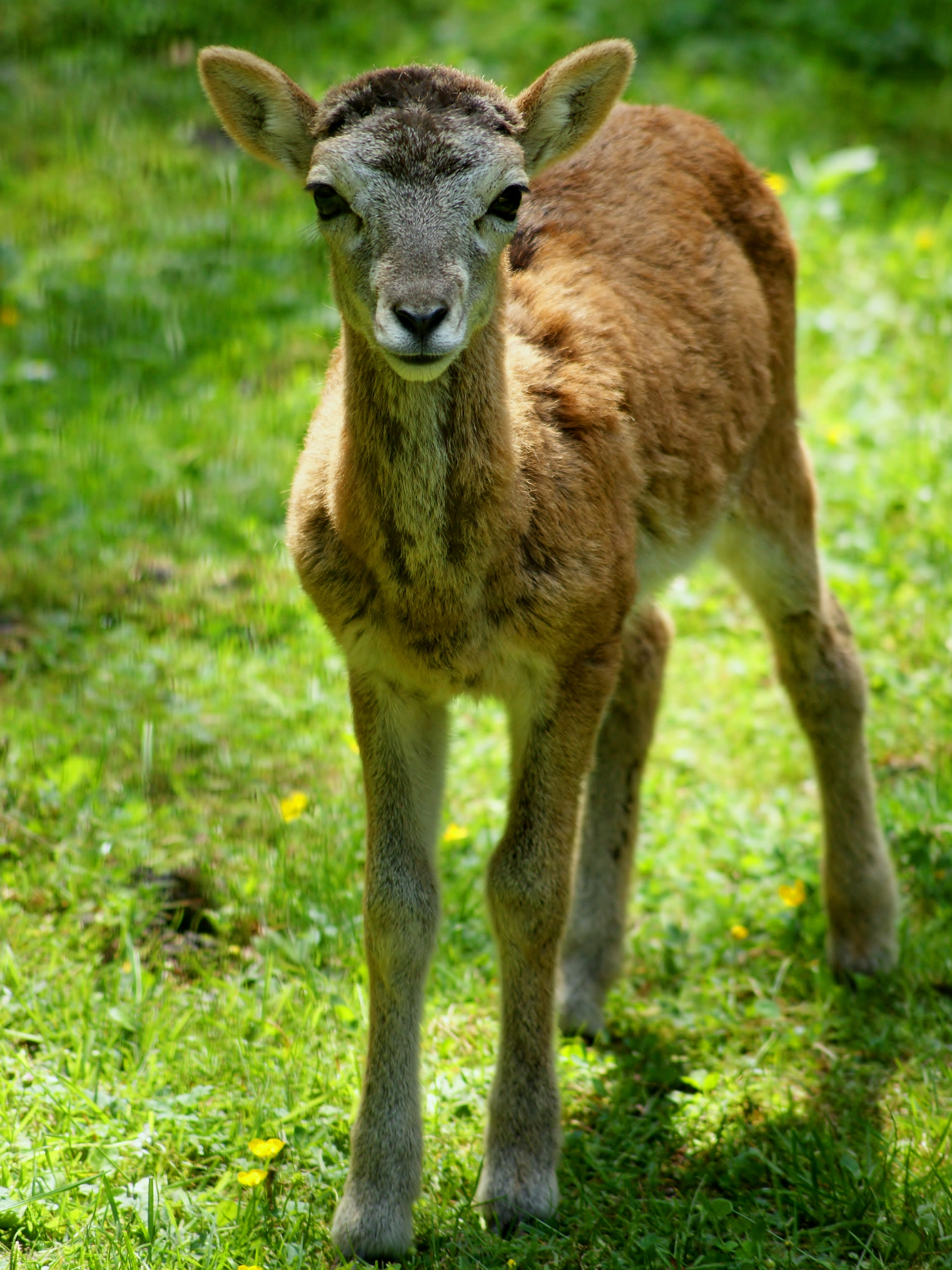
O. g. musimon : juvénile.

L'espèce présente un dimorphisme sexuel.
Chez la sous-espèce type (O. g. gmelinii), la longueur tête-corps est de 128 à 140 cm pour les mâles et de 124 à 128 cm pour les femelles. La queue mesure 11 à 13 cm de long. La hauteur au garrot est de 83 à 91 cm. Les mâles pèsent entre 55 et 67 kg, les femelles entre 35 et 45 kg. Les femelles sont dépourvues de cornes. Les mâles n'ont pas de bavette et ont une collerette foncée qui s'étend de l'avant de la nuque à la poitrine. L'animal présente une tache blanche en forme de selle qui s'étend souvent jusqu'à la région médio-dorsale. Une ligne sombre peut séparer les parties inférieures blanches de la coloration du corps. La couleur du corps des mâles et des femelles est une nuance de brun. La partie inférieure des pattes est blanche. Les cornes du mâle poussent vers le haut et se recourbent sur le cou (supra-cervicales).
Chez le Mouflon du Laristan (O. g. laristanica), parfois considéré comme une espèce distincte, la plus longue corne de mâle enregistrée mesurait 79 cm, avec une circonférence basale de 25 cm. Les mâles peuvent peser jusqu'à 64 kg. Les femelles présentent aussi des cornes, dépassant rarement 25 cm de longueur et 11 cm de circonférence. Les mâles sont au moins de 30 % plus grands que les femelles. En hiver, les mâles adultes ont une collerette noire sur le bas du cou et la poitrine, et une tache blanche de taille variable sur la selle. Les mâles et les femelles ont un corps brun et une tache claire distincte sur la croupe.
Les mâles du Mouflon d'Ispahan (O. g. isphahanica), parfois également considéré comme une espèce à part entière, ont sur leur pelage d'hiver une collerette noire sur toute la longueur du cou, qui s'étend de la gorge au poitrail, et une tache blanche distincte sur la selle. Le dessous et le dessus des pattes sont bruns. La zone allant des genoux au paturon est généralement blanche chez les deux sexes. Le museau et le menton sont blancs. Les femelles ont aussi des cornes.

## Habitat et répartition

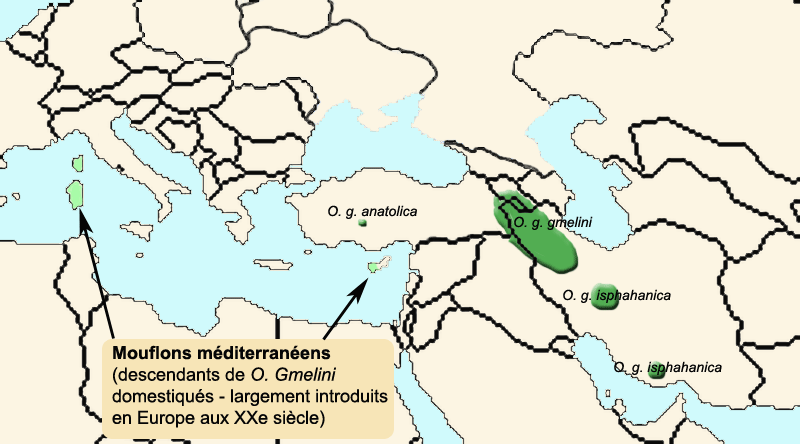
Aire de répartition (en vert) des différentes sous-espèces.

O. gmelinii vit essentiellement dans le sud de la Turquie centrale, l'Arménie, l'Azerbaïdjan et le sud-est des Monts Zagros. Sa répartition à la fin du XXe siècle reste voisine de sa répartition archéologique, où on l'a retrouvé aussi au Neguev, Liban, et Mésopotamie.
Il est sympatrique (coexistant) avec l'Urial (Ovis vignei, autre espèce de mouflon sauvage) dans plusieurs régions dont l'Elbourz et le Baloutchistan, ce qui mène à des populations hybrides.
Son habitat est moins montagneux que celui de la chèvre. Il grimpe moins bien mais il court plus vite que la chèvre. Il peut occuper des zones relativement plates, si elles présentent des dépressions et ravins pouvant lui servir d'abri. Il préfère vivre dans des régions très rudes, dépourvues de bois et de fourrés denses, ce qui limite son expansion naturelle.

## Mode de vie
Les brebis, agneaux et jeunes béliers vivent en petites hardes. Les mâles adultes forment des petits groupes séparés. Le rut a lieu à la fin de l'automne et la mise bas au début du printemps. Le régime alimentaire du mouflon oriental est plus sec que celui de la chèvre. Ils consomment environ 180 espèces de plantes des zones semi-désertiques ou des fourrés nains de la steppe. Les principaux prédateurs sont le Léopard (Panthera pardus), le Loup (Canis lupus), les chiens errants (Canis familiaris) et, dans une moindre mesure, le Lynx d'Eurasie (Lynx lynx).

## Menaces et conservation
L'UICN (19 juillet 2023) classe cette espèce comme « quasi menacée » (NT) car elle a décliné au cours des trois dernières générations (24 ans) à un taux inférieur au seuil de vulnérabilité, mais s'en approchant, en raison du braconnage, de la concurrence du bétail et de la détérioration de l'habitat. La population est globalement estimée à au moins 16 000 individus matures (60 % de la population rapportée). La population principale se trouvant en Iran.
En raison de la séparation géographique limitée entre les autres sous-espèces ou populations, seules deux sous-espèces, le Mouflon d'Anatolie O. g. gmelini [anatolica] et le Mouflon de Chypre O. g. ophion, géographiquement distinctes, ont été évalués :
- le Mouflon d'Anatolie (Ovis gmelinii gmelinii [anatolica]) est classé « en danger » C1+2a(i) car il présente moins de 2 500 individus matures, la population est en déclin et chaque sous-population ne contient pas le seuil de conservation de 250 individus matures ;
- le Mouflon de Chypre (Ovis gmelinii ophion) est également classé « en danger » C1+2a(ii) pour les mêmes raisons.

Ovis gmelinii est inscrite « espèce vulnérable » (VU) sur la Liste rouge des mammifères continentaux de France métropolitaine (2017) (populations introduites).